# 萧恢
鄱陽忠烈王蕭恢（476年—526年10月4日），字弘達，南齐、南梁政治人物，蕭順之第十子，母費太妃。

## 生平
蕭恢幼年聪明，7歳能理解《孝经》、《论语》之义。長大后涉猎史籍。南齐隆昌年間，宣城公蕭鸞为太傅，蕭懿推荐弟弟蕭恢为萧鸾心腹。蕭鸞授予蕭恢寧遠将軍、驃騎法曹行参軍。建武元年（494年），蕭鸞即位为明帝，蕭恢为太子舍人。历任北中郎外兵参軍、前軍主簿。永元二年（500年），蕭懿被殺害，蕭恢逃亡隐藏在建康城下。蕭衍起兵，蕭恢在新林迎蕭衍軍，受輔国将軍之位。三吴地方多发反抗蕭衍起事，蕭衍命蕭恢前往镇压。建康平定，蕭恢召還为冠軍将軍、右衛将軍。
梁朝天監元年（502年），任侍中、前将軍、領石頭戍軍事、封鄱陽郡王。二年（503年），出为使持節、都督南徐州諸軍事、征虜将軍、南徐州刺史。四年（505年），转任持節、都督郢司二州諸軍事、後将軍、郢州刺史。郢州城内疫病蔓延很多人死亡，不及藏殡，蕭恢下車，急命埋葬。派遣使者4人到州内巡察。七年（508年），進雲麾将軍、督霍州諸軍事。七年（508年）八月，進平西将軍。十年（511年），召還为侍中、護軍将軍、石頭戍軍事，兼宗正卿。十一年（512年），出为使持節、都督荊湘雍益寧南北梁南北秦九州諸軍事、平西将軍、荊州刺史。十三年（514年）正月癸亥，转任持節、散騎常侍、都督益寧南北秦沙七州諸軍事、镇西将軍、益州刺史。十七年（518年）六月乙酉，召還为侍中、安前将軍、領軍将軍。十八年（519年），出为使持節、散騎常侍、都督荊湘雍梁益寧南北秦八州諸軍事、征西将軍、開府儀同三司、荊州刺史。普通五年（524年），進驃騎大将軍。
普通七年九月已酉（526年10月4日），在荊州去世，虚岁五十一。追贈侍中、司徒，王如故，给班剑二十人，谥号忠烈，又派遣中书舍人刘显监护丧事。

## 家庭

### 王妃
- 陈留阮氏，鄱陽王妃，刘宋中领军阮歆之曾孙女，临贺郡太守阮慧真孙女，太尉从事中郎阮彦之女，阮孝绪的姐姐[4][5][6]

### 子女
萧恢有子女百人，其中世子蕭範襲爵，三十九个儿子封侯，三十八个女儿封公主。
- 蕭範，合州刺史、鄱陽嗣王
- 蕭某，第三子，北兗州刺史、懿惠侯[8]
- 萧谘，衛尉卿、武林侯
- 蕭循，第十七子，郢州刺史、鄱陽嗣王
- 蕭泰，郢州刺史、丰城侯，北周蔡州刺史、义兴郡公
- 蕭退，青州刺史、湘潭侯，北齐金紫光禄大夫
- 萧恬，南安侯[9]
- 萧永，豫章内史、观宁侯[10]
- 蕭寧，淮南太守、文成侯[11]
- 萧某，生萧该
- 萧氏，嫁王褒

### 后裔
- 萧遇，唐朝高邑縣令，為北齐银青光禄大夫萧衍之孫、隋雍丘县令萧卿之子，自稱“其先鄱陽郡梁簡王之後也”[12]

## 延伸阅读
[在维基数据编辑]
 《梁書·卷22》，出自姚思廉《梁書》
 《南史·卷52》，出自李延壽《南史》